# U-blox
u-blox ist ein Schweizer Anbieter von Halbleiterbausteinen für Elektroniksysteme im Bereich der Positionierung und drahtlosen Kommunikation für den Konsumgüter-, Industriegüter- und Automobilmarkt und arbeitet nach dem Fabless-Prinzip (ohne eigene Fertigung). Das Unternehmen entwickelt und vertreibt Chips und Module, die globale Satelliten-Navigationssysteme (GNSS) unterstützen, darunter Empfänger für GPS, GLONASS, Galileo, BeiDou und QZSS, sowie GSM-, UMTS- und CDMA2000-Modems für die drahtlose Kommunikation. Weiterhin bietet u-blox Module im Bereich des Kurzstreckenfunks (Bluetooth und Wi-Fi) an.
Nach dem Börsengang im Jahr 2007 erwarben sie mehr als ein Dutzend Unternehmen, unter anderen Thingstream 2020 und 2021 die Sapcorda Services GmbH, einen Anbieter von hochpräzisen GNSS (Global Navigation Satellite System)-Korrekturdaten, um ihre Position auf dem schnell wachsenden Markt für hochpräzise GNSS zu stärken.
Die letzte Akquisition war Naventik im Jahr 2022 im Bereich des autonomen Fahrens.

## Geschäftsleitung
Thomas Seiler war von 2002 bis zu seiner Pensionierung am 31. Dezember 2022 CEO der u-blox AG. Stephan Zizala, der 2022 zum Unternehmen stiess, folgte Seiler ab dem 1. Januar 2023 als CEO nach.

## Unternehmensgeschichte und Produktspektrum
u-blox wurde 1997 als Spin-off Unternehmen an der ETH Zürich gegründet und hat ihren Hauptsitz in Thalwil, Kanton Zürich. Das Unternehmen ist an der SIX Swiss Exchange notiert und hat Niederlassungen in den USA, Singapur, Hongkong, China, Taiwan, Korea, Japan, Indien, Irland, Italien, Belgien, Deutschland, Griechenland, Finnland, Grossbritannien und Australien.
Das Angebot von u-blox umfasst Halbleiterbausteine, Software, Services und Referenzdesigns, die kombinierte Anwendungen für drahtlose Kommunikation und GPS/GNSS unterstützen. Dies ermöglicht die Bereitstellung  ortsbezogener Dienste und M2M-Anwendungen (Maschine-zu-Maschine-Kommunikation), die auf der Konvergenz von 2G-/3G-/4G Wireless-Technologie und Satellitennavigation aufbauen.

### Fusionsgespräche mit Telit
Am 20. November 2020 veröffentlichte der britische Konkurrent Telit eine Medienmitteilung, in der sie die Öffentlichkeit über Fusionsgespräche mit u-blox informierte. Der Vorschlag von u-blox sah vor, dass die Telit-Aktionäre 2,50 £ pro Telit-Aktie erhalten und im kombinierten Unternehmen einen Anteil von 53 % der Aktien halten würden. Zuvor hatte Telit am 3. November 2020 bereits über Übernahmegespräche mit der kalifornischen Firma Lantronix, sowie dem britischen Hedgefonds "DBAY Advisors Ltd." informiert. Am 7. Dezember teilte Telit in einer weiteren Pressemitteilung mit, dass am 4. Dezember um 7 Uhr Morgens (GMT) ein konkretes Angebot von DBAY zu 1,90 £ eingegangen sei. Um 11:06 (GMT) des gleichen Tages kaufte der Hedgefonds schliesslich 471.516 Telit-Aktien. Der höchste gezahlte Preis lag bei 1,948 £ pro Aktie. Jedes nachfolgende Angebot müsste nach britischem Recht nun über diesem Preis liegen. Telit kommentierte den Preis von 1,948 £ dahingehend, dass der Wert ihrer Firma höher läge. In derselben Pressemitteilung wurde grundsätzliches Interesse an einer Fusion mit u-blox kommuniziert. Am 7. Januar 2021 teilte Telit schliesslich mit, dass sie die Gespräche mit u-blox einseitig beendet haben, mit der Begründung, dass man sich bei den Preisverhandlungen nicht einig geworden sei.